# إليزا جونسون
إليزا جونسون (بالإنجليزية: Eliza Johnson) ولدت في ( 4 أكتوبر 1810م - وتوفيت في 15 يناير 1876م )، زوجة رئيس الولايات المتحدة السابع عشر أندرو جونسون، والسيدة أولى للولايات المتحدة الأمريكية من 1865 حتى 1869.